# Ljudomysl
Ljudomysl (latinsky Ljudemuhsl) byl strýc Borny, knížete dalmatských Slovanů a v letech 819–821 vazala franské říše, který vládl na území pozdějšího Chorvatského knížectví. Po své porážce Franky uprchl Bornův soupeř Ljudevít nejdříve k nejmenovanému srbskému knížeti a později zpět do Dalmácie k Ljudomyslovi. U něj přebýval nějakou dobu jako host, ale ještě v roce 823 ho nechal Ljudomysl zrádně zavraždit, chtěl si tím nejspíše upevnit své postavení věrného franského vazala.